# Лаптевка (приток Пестери)
Лаптевка — река в Удмуртии, протекает в Селтинском районе. Устье реки находится в 0,7 км по правому берегу реки Пестерь. Длина реки составляет 19 км, площадь водосборного бассейна 97,5 км².
Исток реки находится восточнее села Валамаз в 17 км к северу от села Селты. Река течёт на восток по ненаселённому лесу, впадает в Пестерь в 700 метрах от места впадения Пестери в Кильмезь. Ранее в междуречье Лаптевки, Пестери и Кильмези стоял посёлок лесосплавных рабочих Устье Пестеря, ликвидированный в 70-х годах XX века.

## Данные водного реестра
По данным государственного водного реестра России относится к Камскому бассейновому округу, водохозяйственный участок реки — Вятка от водомерного поста посёлка городского типа Аркуль до города Вятские Поляны, речной подбассейн реки — Вятка. Речной бассейн реки — Кама.
Код объекта в государственном водном реестре — 10010300512111100038620.